# Jaroslav Mudruňka
Jaroslav Mudruňka (* 29. ledna 1954, Boňkov, Československo) je bývalý český fotbalista, obránce. Ač pravák, celou kariéru hrál na pozici levého obránce.

## Fotbalová kariéra
Začínal Hradci Králové, na vojně hrál za VTJ Tachov. V Hradci Králové hrál v letech 1975-1983. V československé lize nastoupil ve 30 utkáních a dal 2 góly. V aktivní kariéře pokračoval v nižších soutěžích za Jiskru Ústí nad Orlicí, SK Týniště nad Orlicí, TJ Sokol Myštěves a TJ Jiskra Hořice. Po skončení aktivní kariéry působil jako rozhodčí, dostal se až do druhé nejvyšší soutěže a po ukončení kariéry rozhodčího pracoval jako trenér.

## Ligová bilance
| Ročník                                   | Zápasy | Góly | Klub                   |
| ---------------------------------------- | ------ | ---- | ---------------------- |
| 1. československá fotbalová liga 1980/81 | 30     | 2    | Spartak Hradec Králové |
| Česká národní fotbalová liga 1981/82     | 26     | 0    | Spartak Hradec Králové |
| Česká národní fotbalová liga 1982/83     | 11     | 0    | Spartak Hradec Králové |
| CELKEM 1. liga                           | 30     | 2    |                        |